# Oppenheimer (film)
Oppenheimer è un film del 2023 scritto, diretto e co-prodotto da Christopher Nolan.
Basato sulla biografia Robert Oppenheimer, il padre della bomba atomica di Kai Bird e Martin J. Sherwin, il film racconta la vita del fisico teorico statunitense J. Robert Oppenheimer. La storia si concentra prevalentemente sugli studi di Oppenheimer, sulla sua direzione del progetto Manhattan durante la seconda guerra mondiale e sulla sua caduta in disgrazia a causa della sua audizione di sicurezza del 1954, nella quale gli venne ritirato il nullaosta di sicurezza, dando in questo modo un tremendo colpo al suo prestigio e alla sua autorevolezza. Il cast è composto da Cillian Murphy, nei panni di Oppenheimer, Emily Blunt, Matt Damon, Robert Downey Jr., Florence Pugh, Josh Hartnett, Casey Affleck, Rami Malek e Kenneth Branagh.
Oltre a risultare il terzo maggior incasso dell'anno al botteghino, il film ricevette il plauso universale della critica cinematografica, soprattutto in virtù delle prove attoriali del cast, la colonna sonora, la sceneggiatura, gli effetti visivi e la regia di Nolan, tanto da venire inserito dal National Board of Review nella sua classifica riportante i migliori dieci film dell'anno, vincendo una grande quantità di premi tra cui 5 Golden Globe, 3 SAG, 4 Critics' Choice Awards, un Grammy Award alla colonna sonora curata da Ludwig Göransson. Risultò il film con maggiori candidature sia ai BAFTA 2024 che alla 96ª edizione dei premi Oscar, dove in entrambe le circostanze riuscì ad aggiudicarsi sette statuette su 13 candidature nelle medesime categorie (miglior film, miglior regista, miglior attore a Cillian Murphy, miglior attore non protagonista a Robert Downey Jr., miglior fotografia, miglior montaggio e miglior colonna sonora).
Per quanto riguarda la sua distribuzione, la prima di Nolan sotto la Universal, è stata simultanea con quella del film Barbie di Warner Bros. diretto da Greta Gerwig; la profonda differenza di genere e contenuti dei due film ha generato il fenomeno culturale del Barbenheimer, portando diversi spettatori a guardare entrambi i film come un doppio spettacolo.

## Trama
Nel 1926 il dottorando ventiduenne J. Robert Oppenheimer, allievo del fisico sperimentale Patrick Blackett al Laboratorio Cavendish di Cambridge, è preso dall'ansia e dalla nostalgia di casa. Arrabbiato con Blackett, reo di essere troppo esigente, Oppenheimer inietta di nascosto del cianuro di potassio nella sua mela al fine di avvelenarlo, salvo poi pentirsene e recuperarla. Niels Bohr, scienziato in visita all'istituto, intuitene le capacità, gli suggerisce di studiare fisica teorica a Gottinga, dove Oppenheimer completa il suo dottorato di ricerca e incontra Isidor Isaac Rabi. Qualche anno dopo, i due incontrano il fisico teorico Werner Karl Heisenberg a una conferenza in Svizzera. Oppenheimer torna negli Stati Uniti con l'intenzione di esportarvi la ricerca sulla meccanica quantistica, e comincia a insegnare presso l'Università della California e al Caltech. A una festa incontra la sua futura moglie, Katherine "Kitty" Puening, biologa ed ex comunista, e parallelamente incomincia una relazione a intermittenza con Jean Tatlock, membro del Partito Comunista degli Stati Uniti d'America.
Nel dicembre 1938 viene scoperta in Germania la fissione nucleare, innescando presso gli scienziati americani, primo tra tutti Oppenheimer, il timore che potesse essere utilizzata come arma. Nel 1942, nel pieno della seconda guerra mondiale, il colonnello dell'esercito statunitense Leslie Groves recluta Oppenheimer come direttore scientifico del progetto Manhattan per sviluppare una bomba atomica e porre fine al conflitto. Oppenheimer, che è ebreo, decide di accettare spinto dal timore che il programma nucleare militare nazista, guidato da Heisenberg, possa completare l'ordigno prima di loro. Il fisico mette insieme un team scientifico che comprende, tra gli altri, Rabi e Edward Teller, ordinando la costruzione di un laboratorio segreto a Los Alamos, nel deserto del Nuovo Messico; inoltre, inizia una proficua collaborazione anche con gli scienziati Enrico Fermi, Leó Szilárd e David L. Hill, docenti presso l'Università di Chicago. Mentre gli esperimenti a Los Alamos continuano, Oppenheimer resta sconvolto dalla morte in circostanze sospette di Tatlock. Nel frattempo, i calcoli di Teller rivelano che una detonazione atomica potrebbe innescare una reazione a catena che infiamma l'atmosfera, comportando la distruzione del pianeta. Dopo essersi consultato con Albert Einstein, Oppenheimer conclude che le probabilità che ciò avvenga sono accettabilmente basse. Teller propone di costruire una bomba all'idrogeno, ma l'idea viene rapidamente respinta; questi decide di lasciare il progetto, venendo però convinto da Oppenheimer a restare.
Dopo la morte di Adolf Hitler, alcuni scienziati del progetto mettono in dubbio l'importanza della bomba, mentre Oppenheimer ritiene che il suo utilizzo metterà rapidamente fine alla guerra in corso nel Pacifico e salverà innumerevoli vite dei soldati alleati. Il test Trinity ha successo e il presidente Harry S. Truman ordina il bombardamento di Hiroshima e Nagasaki, costringendo il Giappone alla resa. Sebbene acclamato dall'opinione pubblica, Oppenheimer inizia a essere tormentato dalla distruzione di massa e dalle decine di migliaia di vittime causate dalle detonazioni, arrivando a sollecitare il governo a limitare l'ulteriore sviluppo di armi nucleari, ricevendo un secco rifiuto da Truman. In qualità di consulente della Commissione per l'energia atomica degli Stati Uniti d'America (AEC), la posizione pacifista di Oppenheimer genera polemiche, mentre la bomba all'idrogeno di Teller riceve un rinnovato interesse nel mezzo della fiorente guerra fredda. Il presidente dell'AEC, Lewis Strauss, si risente contro Oppenheimer quando questi lo umilia pubblicamente respingendo le sue preoccupazioni sull'esportazione di radioisotopi, raccomandando un negoziato con l'Unione Sovietica dopo che questa ha fatto esplodere con successo la propria bomba. La sua avversione personale nei confronti di Oppenheimer viene alimentata inoltre dalla convinzione che Oppenheimer lo abbia denigrato durante un colloquio avuto dal fisico con Einstein presso la sede dell'AEC nel 1947.
Nel 1954, volendo eliminare l'influenza politica di Oppenheimer, Strauss orchestra segretamente un'audizione privata davanti a un comitato di sicurezza del personale dell'AEC, riguardante il rinnovo del Q clearance di Oppenheimer, necessario per poter continuare a fare ricerca in ambito nucleare. Tuttavia, risulta chiaro che l'audizione ha un esito predeterminato: le passate simpatie comuniste di Oppenheimer vengono infatti sapientemente sfruttate e le testimonianze di Groves e di altri ex-collaboratori, tra cui Teller, vengono distorte contro di lui al fine di screditarlo. Il consiglio decide di revocare il nulla osta a Oppenheimer, danneggiando la sua immagine pubblica e ridimensionando la sua influenza sulla politica nucleare degli Stati Uniti.
Nel 1959, durante l'udienza al Senato per confermare Strauss quale nuovo Segretario al Commercio, Hill, che aveva collaborato con Oppenheimer a Chicago, decide di testimoniare sulle motivazioni personali di Strauss nell'orchestrare la caduta di Oppenheimer, esprimendo la contrarietà dell'intera comunità scientifica americana alla nomina del nuovo segretario del commercio, che viene pertanto respinta dal Senato. Nel 1963 il presidente Lyndon B. Johnson consegna a Oppenheimer il Premio Enrico Fermi come gesto di riabilitazione politica. Un flashback rivela che la conversazione tra Oppenheimer e Einstein del 1947 non aveva a oggetto Strauss, bensì la cupa convinzione di Oppenheimer di aver avviato una reazione a catena che avrebbe distrutto il mondo.

## Personaggi
- Cillian Murphy interpreta J. Robert Oppenheimer, fisico teorico e direttore scientifico del Progetto Manhattan.
- Emily Blunt interpreta Katherine "Kitty" Oppenheimer, moglie di Robert e membro del Partito Comunista degli Stati Uniti d'America.
- Matt Damon interpreta Leslie Groves, generale dell'esercito americano che recluta Oppenheimer nel Progetto Manhattan.
- Robert Downey Jr. interpreta Lewis Strauss, ex-ammiraglio e presidente della Commissione per l'energia atomica degli Stati Uniti d'America, che si oppone a Oppenheimer.
- Florence Pugh interpreta Jean Tatlock, membro del Partito Comunista degli Stati Uniti d'America e amante segreta di Oppenheimer.
- Josh Hartnett interpreta Ernest Lawrence, fisico nucleare, membro del progetto Manhattan.
- Casey Affleck interpreta Boris Pash, un ufficiale dell'intelligence militare.
- Rami Malek interpreta David L. Hill, un fisico nucleare.
- Kenneth Branagh interpreta Niels Bohr, fisico danese, filosofo e idolo personale di Oppenheimer, vincitore del Nobel.
- Benny Safdie interpreta Edward Teller, fisico teorico ungherese noto per essere il "padre della bomba all'idrogeno".
- Jason Clarke interpreta Roger Robb, un avvocato e futuro giudice di circoscrizione statunitense che ha servito come consulente speciale dell'AEC durante l'udienza sulla sicurezza di Oppenheimer.
- Dylan Arnold interpreta Frank Oppenheimer, il fratello minore di Robert e un fisico delle particelle che ha lavorato al Progetto Manhattan. Emma Dumont interpreta sua moglie Jackie.
- Tom Conti interpreta Albert Einstein, fisico teorico tedesco vincitore del Nobel noto per aver sviluppato la teoria della relatività.
- James D'Arcy interpreta Patrick Blackett, professore universitario di Oppenheimer e fisico vincitore del Nobel all'Università di Cambridge.
- David Dastmalchian interpreta William L. Borden, avvocato e direttore esecutivo della JCAE.
- Dane DeHaan interpreta Kenneth Nichols, un ufficiale dell'esercito americano e vice ingegnere distrettuale del Progetto Manhattan.
- Alden Ehrenreich interpreta l'assistente del Senato di Lewis Strauss, un personaggio immaginario che è un assistente durante la nomina di Strauss a Segretario del Commercio degli Stati Uniti.
- Tony Goldwyn interpreta Gordon Gray, un funzionario governativo e presidente del comitato che decide la revoca dell'autorizzazione di sicurezza di Oppenheimer.
- Jefferson Hall interpreta Haakon Chevalier, un professore di Berkeley che divenne amico di Oppenheimer all'università.
- David Krumholtz interpreta Isidor Isaac Rabi, un fisico vincitore del Premio Nobel e consulente del Progetto Manhattan.
- Matthew Modine interpreta Vannevar Bush, capo dell'Ufficio di ricerca scientifica e sviluppo.
- Scott Grimes interpreta l'avvocato di Lewis Strauss
- Kurt Koehler interpreta Thomas A. Morgan, un industriale ed ex presidente del consiglio di amministrazione della Sperry Corporation e uno dei membri della giuria all'udienza di autorizzazione di sicurezza di Oppenheimer.
- Matthias Schweighöfer nel ruolo di Werner Heisenberg, un fisico tedesco vincitore del Premio Nobel che ha lavorato al programma di armi nucleari del paese durante la seconda guerra mondiale.
- Alex Wolff interpreta Luis Walter Alvarez, un fisico premio Nobel che ha lavorato al Progetto Manhattan.
- Josh Zuckerman interpreta Giovanni Rossi Lomanitz, un fisico che divenne il protetto di Oppenheimer a Berkeley.
- Rory Keane interpreta Hartland Snyder, un fisico che aiuta Oppenheimer a calcolare il collasso gravitazionale di una sfera di particelle di polvere.
- Michael Angarano interpreta Robert Serber, un fisico che ha lavorato al Progetto Manhattan.
- Guy Burnet interpreta George C. Eltenton, un ingegnere chimico negli Stati Uniti con legami con l'Unione Sovietica.
- Louise Lombard interpreta Ruth Tolman, una psicologa vicina a Oppenheimer durante lo sviluppo della bomba atomica. Tom Jenkins interpreta suo marito Richard C. Tolman, il capo consigliere scientifico del generale Groves per il Progetto Manhattan.
- Olli Haaskivi interpreta Edward Condon, fisico nucleare che ha contribuito allo sviluppo del radar e ha preso parte brevemente al Progetto Manhattan.
- Josh Peck interpreta Kenneth Bainbridge, un fisico e il direttore del test nucleare Trinity.
- Jack Quaid interpreta Richard Feynman, fisico teorico che ha lavorato nella Divisione Teorica di Los Alamos.
- Gustaf Skarsgård interpreta Hans Bethe, un fisico teorico tedesco-americano vincitore del Nobel e capo della divisione teorica a Los Alamos.
- James Urbaniak interpreta Kurt Gödel, un matematico noto per i suoi teoremi che rivoluzionarono la matematica e ebbero implicazioni di vasta portata per la filosofia e l'informatica.
- Trond Fausa interpreta George Kistiakowsky, un professore di Harvard che ha preso parte al Progetto Manhattan.
- Devon Bostick interpreta Seth Neddermeyer, un fisico che scoprì il muone e sostenne l'arma nucleare di tipo implosivo utilizzata nel Trinity Test.
- Danny Deferrari interpreta Enrico Fermi, un fisico italiano vincitore del Nobel e creatore della pila di Chicago.
- Christopher Denham interpreta Klaus Fuchs, un fisico di origine tedesca che ha lavorato al Progetto Manhattan e spia per l'Unione Sovietica.
- Ronald Auguste interpreta J. Ernest Wilkins Jr., uno scienziato nucleare, ingegnere meccanico e matematico afroamericano che ha lavorato con Oppenheimer al Progetto Manhattan.
- Máté Haumann interpreta Leo Szilard, un fisico ungherese che concepì l'idea della reazione nucleare a catena nel 1933, e più tardi nel luglio 1945 presso la filiale di Chicago del Progetto Manhattan fece circolare la petizione al presidente Truman contro l'uso senza preavviso delle armi atomiche sul Giappone.
- Olivia Thirlby interpreta Lilli Hornig, una scienziata ceco-americana che ha lavorato al Progetto Manhattan.
- Jack Cutmore-Scott interpreta Lyall Johnson, un ufficiale della sicurezza a Berkeley che ha lavorato al Progetto Manhattan.
- Harrison Gilbertson interpreta Philip Morrison, un professore di fisica che ha lavorato al Progetto Manhattan.
- James Remar interpreta Henry L. Stimson, ministro della guerra sotto il presidente Truman.
- Will Roberts interpreta George C. Marshall, un generale americano figura chiave nel programma di armi atomiche del paese.
- Pat Skipper interpreta James F. Byrnes, Segretario di Stato degli Stati Uniti d'America.
- Gary Oldman interpreta Harry S. Truman, il 33º presidente degli Stati Uniti che prese la decisione di sganciare le due bombe atomiche su Hiroshima e Nagasaki nell'agosto 1945
- Hap Lawrence interpreta Lyndon B. Johnson, il 36º presidente degli Stati Uniti.

## Produzione

### Sviluppo
Nel settembre 2021 venne annunciato che Nolan avrebbe scritto e diretto un film biografico ambientato durante la seconda guerra mondiale su Robert Oppenheimer, con Cillian Murphy come protagonista. Nolan, dopo la separazione con la Warner Bros., contattò diversi studi cinematografici, tra cui Sony Pictures, Universal Pictures, Paramount Pictures e Apple Studios, per proporre il film. Il 14 settembre successivo venne reso noto che la Universal avrebbe distribuito il film, con l'inizio delle riprese previsto per il primo trimestre del 2022.

### Cast
Emily Blunt si unì al cast il 20 ottobre 2021 mentre il 2 novembre dello stesso anno vennero ingaggiati anche gli attori Robert Downey Jr. e Matt Damon; il mese successivo entrarono nel cast anche Florence Pugh, Rami Malek e Benny Safdie. Tra febbraio e marzo 2022 venne annunciato che Dane DeHaan, Jack Quaid, Matthew Modine, Jason Clarke, James D'Arcy e Kenneth Branagh avrebbero recitato nella pellicola.

### Riprese
Le riprese iniziarono nel febbraio 2022 a Princeton, nel New Jersey, e durarono 57 giorni, concludendosi nell'aprile successivo. Alcune scene furono girate anche in California, principalmente presso l'Università di Berkeley. Altre riprese aeree mostrano l'Università di Zurigo, il Grossmünster sempre a Zurigo, e il monastero di Einsiedeln.
Il regista fece ricostruire la Los Alamos dei tempi del Progetto Manhattan a Ghost Ranch, in un'area di 8 500 metri quadrati nel Nuovo Messico. Il Trinity Test che confermò la natura distruttiva e controllabile della bomba venne riprodotto dagli effetti visivi di Andrew Jackson e da quelli speciali di Scott Fisher, senza ricorso alla computer grafica.
Il film venne realizzato utilizzando una combinazione di pellicola IMAX 70mm a 15 perforazioni e pellicola 70mm a 5 perforazioni (Widescreen). Il budget del film ammontò a 100 milioni di dollari.

### Effetti speciali
Gli effetti speciali presenti in Oppenheimer vennero realizzati dalla Double Negative, con Andrew Jackson supervisore del progetto.

## Colonna sonora
La colonna sonora della pellicola è stata composta da Ludwig Göransson, alla sua seconda collaborazione con Nolan dopo Tenet.

## Promozione
Il teaser trailer venne diffuso online il 28 luglio 2022, mentre il trailer ufficiale fu pubblicato il 19 dicembre successivo.
Ulteriori trailer vennero mostrati nel dicembre 2022 prima della proiezione di Avatar - La via dell'acqua, uno in esclusiva per i teatri IMAX e l'altro in tutti gli altri formati; mentre un altro nel maggio 2023 durante le proiezioni in anteprima di Guardiani della Galassia Vol. 3.

## Distribuzione

### Data di uscita
L'anteprima mondiale si tenne a Parigi l'11 luglio 2023. Il film venne distribuito nelle sale cinematografiche statunitensi e in gran parte dei mercati internazionali a partire dal 21 luglio 2023, anche in IMAX su pellicola da 70mm a 15 perforazioni o in digitale. In Italia fu distribuito dal 23 agosto dello stesso anno.

### Divieti
Negli Stati Uniti, la pellicola ricevette una valutazione R dalla Motion Picture Association per la presenza di "sessualità, nudità e linguaggio volgare", rendendolo il primo film di Nolan a ricevere tale valutazione dopo Insomnia (2002).
In alcuni paesi dell'Asia, tra cui Bangladesh, India e Indonesia, la Universal distribuì una versione del film con la scena di nudo di Florence Pugh modificata digitalmente, così da evitare la censura della pellicola.

### Edizione italiana
L'edizione italiana del film venne curata dalla Universal Pictures International Italy, con la direzione del doppiaggio e l'adattamento dei dialoghi curati da Marco Mete assistito da Roberta Schiavon. Il doppiaggio italiano e la sonorizzazione della pellicola, invece, vennero eseguiti dalla Laser Digital Film.

## Accoglienza

### Incassi
Il film ha incassato 330078895 $ in Nord America e 645732438 $ nel resto del mondo, per un totale di 975811333 $, che ne fa il terzo maggior incasso mondiale del 2023.
La pellicola ha incassato 33 milioni di dollari nel corso del primo giorno di apertura (compresi 10,5 milioni dalle anteprime del giovedì sera). Nel primo fine settimana ha totalizzato 82,4 milioni complessivi, posizionandosi dietro a Barbie e segnando uno dei migliori weekend d'apertura di sempre per un film drammatico vietato ai minori.
In Italia, nel giorno del debutto avvenuto il 23 agosto, il film ha ottenuto un incasso di 2 milioni di euro, raggiungendo i 5 milioni in 3 giorni. L'incasso complessivo è di 28575430 € con 3841089 biglietti venduti, che ne fa il terzo film più visto e di maggior incasso del 2023 dietro C'è ancora domani e Barbie, il terzo incasso della stagione 2023/2024 e il 20º film col maggiore incasso in Italia di sempre.

### Critica
Sull'aggregatore Rotten Tomatoes il 93% delle 512 recensioni dei critici è positivo, con un voto medio di 8,6 su 10, mentre su Metacritic il voto medio ponderato è di 90 su 100, basato su 69 recensioni. È considerato uno dei migliori film del 2023, venendo classificato 2º da Variety, 4º dal Los Angeles Times,, 20º da Rolling Stone, e 29º dal The Guardian.
Richard Roeper del Chicago Sun-Times assegnò quattro stelle su quattro, definendolo «magnifico» e «uno dei migliori film del XXI secolo». Matthew Jackson del The A.V. Club arrivò a considerarlo un "capolavoro", aggiungendo che «è finora il miglior film di Christopher Nolan, un passo avanti verso un nuovo livello per uno dei nostri migliori registi». Matt Zoller Seitz di RogerEbert.com diede alla pellicola quattro stelle, il massimo, elogiando in particolar modo la regia di Nolan, il personaggio di Oppenheimer e gli effetti visivi.

### Primati
- È il primo film vietato ai minori ad aver incassato più di 10 milioni di dollari al giorno negli Stati Uniti per 7 giorni consecutivi e poi proseguita fino a 10 giorni nel secondo weekend.[57]
- È il film ambientato durante la seconda guerra mondiale ad aver incassato di più nella storia del cinema.[58]
- È il film biopic con più incassi nella storia del cinema.[59]

## Riconoscimenti
- 2024 – Premio Oscar[60][61]
  - Miglior film a Christopher Nolan, Emma Thomas e Charles Roven
  - Miglior regista a Christopher Nolan
  - Miglior attore a Cillian Murphy
  - Miglior attore non protagonista a Robert Downey Jr.
  - Miglior montaggio a Jennifer Lame
  - Miglior fotografia a Hoyte van Hoytema
  - Miglior colonna sonora originale a Ludwig Göransson
  - Candidatura al miglior sonoro a Willie Burton, Richard King, Gary A. Rizzo e Kevin O'Connell
  - Candidatura alla miglior sceneggiatura non originale a Christopher Nolan
  - Candidatura alla miglior attrice non protagonista a Emily Blunt
  - Candidatura ai migliori costumi a Ellen Mirojnick
  - Candidatura ai migliori trucco e acconciatura a Luisa Abel
  - Candidatura alla miglior scenografia a Ruth De Jong e Claire Kaufman
- 2024 – Golden Globe[62]
  - Miglior film drammatico
  - Miglior regista a Christopher Nolan
  - Migliore attore in un film drammatico a Cillian Murphy
  - Migliore attore non protagonista a Robert Downey Jr.
  - Migliore colonna sonora originale a Ludwig Göransson
  - Candidatura per la migliore attrice non protagonista a Emily Blunt
  - Candidatura per la migliore sceneggiatura a Christopher Nolan
  - Candidatura per il miglior risultato al cinema e al box office
- 2024 – Premio BAFTA[63][64]
  - Miglior film a Christopher Nolan, Emma Thomas e Charles Roven
  - Miglior regista a Christopher Nolan
  - Miglior attore protagonista a Cillian Murphy
  - Migliore attore non protagonista a Robert Downey Jr.
  - Migliore colonna sonora a Ludwig Göransson
  - Miglior fotografia a Hoyte van Hoytema
  - Miglior montaggio a Jennifer Lame
  - Candidatura per la miglior sceneggiatura non originale a Christopher Nolan
  - Candidatura per la miglior attrice non protagonista a Emily Blunt
  - Candidatura per la miglior scenografia a Ruth De Jong e Claire Kaufman
  - Candidatura per i migliori costumi a Ellen Mirojnick
  - Candidatura per il miglior trucco o acconciatura a Luisa Abel, Jaime Leigh McIntosh, Jason Hamer e Ahou Mofid
  - Candidatura per il miglior sonoro a Willie Burton, Richard King, Kevin O'Connell e Gary A. Rizzo
- 2024 – Grammy Award
  - Miglior colonna sonora per i media visivi a Ludwig Göransson
  - Candidatura per la miglior composizione strumentale per Can You Hear The Music a Ludwig Göransson
  - Candidatura per il miglior arrangiamento, strumentale o a cappella per Can You Hear The Music a Ludwig Göransson
- 2024 – Critics' Choice Movie Awards[65]
  - Miglior film
  - Miglior regista a Christopher Nolan
  - Miglior attore non protagonista a Robert Downey Jr.
  - Miglior cast corale
  - miglior fotografia a Hoyte van Hoytema
  - Candidatura per il miglior montaggio a Jennifer Lame
  - Candidatura per la migliore colonna sonora a Ludwig Göransson
  - Candidatura per i migliori effetti speciali
  - Candidatura per il miglior attore a Cillian Murphy
  - Candidatura per la migliore attrice non protagonista a Emily Blunt
  - Candidatura per la migliore sceneggiatura non originale a Christopher Nolan
  - Candidatura per la miglior scenografia a Ruth De Jong e Claire Kaufman
  - Candidatura per il miglior trucco e acconciatura
- 2023 – Dallas-Fort Worth Film Critics Association[66]
  - Miglior regista a Christopher Nolan
  - Miglior attore a Cillian Murphy
  - Miglior attore non protagonista a Robert Downey Jr.
  - Candidatura per il miglior film
  - Candidatura per la miglior colonna sonora a Ludwig Göransson
  - Candidatura per la miglior attrice non protagonista a Emily Blunt
- 2023 – National Board of Review Award[67]
  - Miglior dieci film dell'anno
- 2023 – New York Film Critics Circle Awards[68]
  - Miglior regista a Christopher Nolan
  - Miglior fotografia a Hoyte van Hoytema
- 2024 – Saturn Award[69]
  - Miglior film thriller
  - Miglior attrice non protagonista a Emily Blunt
  - Candidatura per la miglior regia a Christopher Nolan
  - Candidatura per la migliore sceneggiatura a Christopher Nolan
  - Candidatura per il miglior attore a Cillian Murphy
  - Candidatura per il miglior attore non protagonista a Robert Downey Jr.
  - Candidatura per il miglior montaggio a Jennifer Lame
  - Candidatura per la miglior scenografia a Ruth De Jong
  - Candidatura per i migliori costumi a Ellen Mirojnick
  - Candidatura per il miglior trucco a Luisa Abel e Jason Hamer
  - Candidatura per i migliori effetti speciali a Andrew Jackson, Giacomo Mineo, Scott R. Fisher e Dave Drzewiecki
- 2024 – Screen Actors Guild Award[70]
  - Miglior attore cinematografico a Cillian Murphy
  - Miglior attore non protagonista cinematografico a Robert Downey Jr.
  - Miglior cast cinematografico
  - Candidatura per la attrice non protagonista cinematografica a Emily Blunt
- 2024 –Directors Guild of America Award[71]
  - Miglior regista a Christopher Nolan

## Barbenheimer

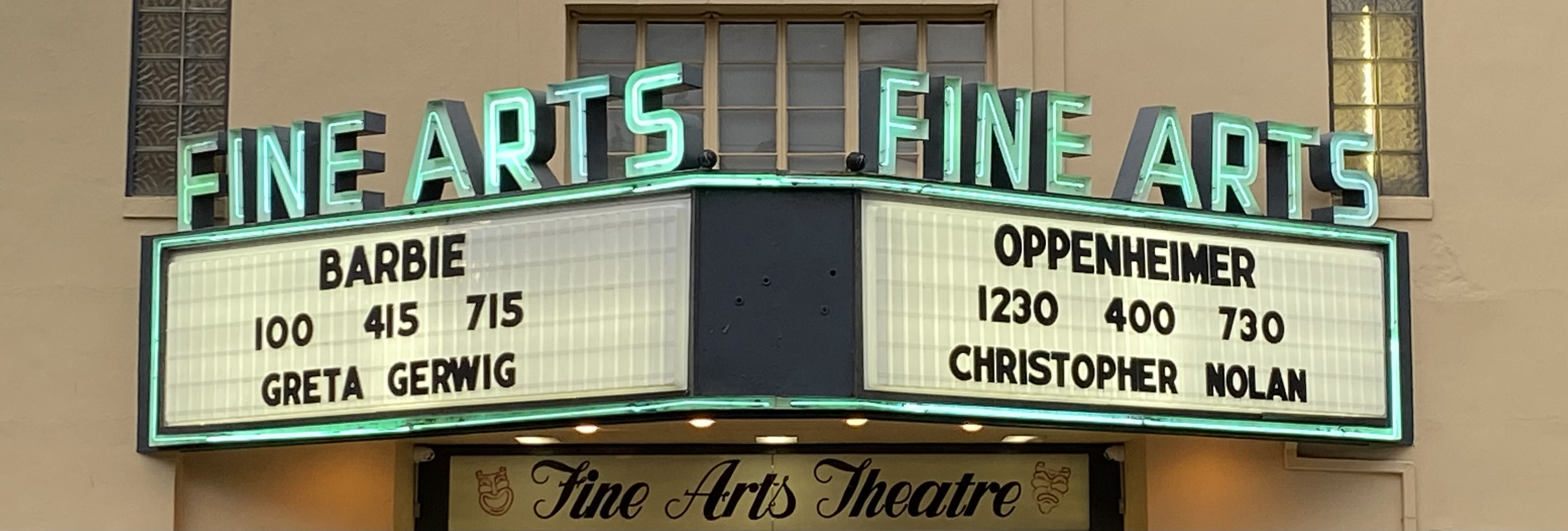
Barbie e Oppenheimer promossi sull'insegna del Fine Arts Theatre di Asheville, North Carolina, Stati Uniti

Negli Stati Uniti d'America il film venne distribuito in concomitanza con Barbie, diretto da Greta Gerwig basato sull'omonimo personaggio della Mattel e prodotto dalla Warner Bros. A causa del contrasto di genere tra i due film, molti utenti dei social media crearono dei meme sui due film e il trend, poi soprannominato Barbenheimer, ebbe un forte impatto mediatico che coinvolse una grande fetta di pubblico internazionale. Grazie a questo fenomeno gli incassi al botteghino per entrambi i film risultarono maggiori, stabilendo nuovi primati. In un'intervista a La Vanguardia, Cillian Murphy dichiarò: «Il mio consiglio sarebbe di andare a vederli entrambi, nello stesso giorno. Se sono buoni film, allora questo è il guadagno del cinema».
Il regista Francis Ford Coppola elogiò il fenomeno affermando che esso "è una vittoria per il cinema" e che "la mia impressione è che siamo sull'orlo di un'età dell'oro".